# Crkva sv. Ivana Krstitelja u Budvi
Crkva sv. Ivana Krstitelja je katolička crkva u Budvi. Nalazi se u Starom gradu. Posvećena je sv. Ivanu Krstitelju, zaštitniku Budve. U predmletačko doba, gradski grb i zastava iz 15. stoljeća nosili su lik sv. Ivana Krstitelja. Budvanski statut propisivao je da se na blagdan sv. Ivana imperatoru mora platiti 100 perpera i 4 denara.

## Povijest
Spada među najstarije crkve u primorskom dijelu Crne Gore. Znanstvenici smatraju da je sagrađena oko 1200. godine. Zbog raznih razloga više je puta rekonstruirana. Bilo je i više dogradnja. 1667. godine razorni potres je pogodio područje Budve i vrlo je oštetio crkvu, zbog čega je obnovljena u 17. stoljeću. Crkva danas izgleda najvjerojatnije po stanju nakon te obnove. To nije bio jedini, nego su brojni potresi rušili ovu crkvu. Također je i zbog osmanskog osvajanja pretrpila rušenje. 
U crkvu je uoči dolaska Napoleonove vojske 1807. godine prenesena ikona Maria in Punta. Do 1828. godine u biskupskom dvoru bila je katedrala odnosno sjedište Budvanske biskupije, koja je te godine ukinuta. 1867. podignut je zvonik na sjevernoj strani crkve.

## Karakteristike
Najstariji građevni materijal datira iz 11. stoljeća. S južne strane je biskupski dvor čiji je pogled prema Citadeli. Zvonik je na sjevernoj strani crkve. Visok je 36 metara. Nacrte je izradio tirolski arhitekt Lucchini.
Unutar crkve čuva se Budvanska Gospa, ikona Blažene Djevice Marije s Kristom, prava imena Madona in punta. Jedna je od najstarijih ikona u Crnoj Gori i šire. Najveća je svetinja Starog grada. Vjerojatno je nastala još u 12. stoljeću. Hrvatski slikar Ivo Dulčić oslikao je veliki mozaik u staklu. Prikazan je lik sv. Ivana Krstitelja. Mozaik je iza glavnog oltara.
 

U crkvi su očuvani ostatci freskoslikarstva (pictores graeci) iz 14. stoljeća, datiranje koje je potvrdio nalaz grobne ploče s godinom 1330., pronađene u prezbiteriju. Na crkvi je postavljen nad vratima nad glavnim portalom zapadne fasade natpis na latinskom, datiran u 1640. godinu. Natpis je sa stare crkve ugrađen u novu, obnovljenu, nakon potresa 1667. godine. Slobodni prijevod natpisa je: 
»Nije ustao veći (Isusove riječi, a odnose se na sv. Ivana). O stranče, na pragu si dvostrukih vrata (vrata crkve i vrata neba) ovdje stoluje budvanski tvoj biskup. Godine Gospodnje 1640.«

## Vanjske poveznice
- RadioDux Proslava sv. Ivana Krstitelja, nedjelja, 23. lipnja 2013.